# دی هیدروتیمین
دی هیدروتیمین (به انگلیسی: Dihydrothymine) با فرمول شیمیایی C5H8N2O2 یک ترکیب شیمیایی با شناسه پاب‌کم 1268142 است. که جرم مولی آن ۱۲۸٫۱۲۹۲۲ گرم بر مول می‌باشد.